# Schizophyllum panousei
Schizophyllum panousei är en mångfotingart som beskrevs av Christoph D. Schubart 1952. Schizophyllum panousei ingår i släktet Schizophyllum och familjen kejsardubbelfotingar. Inga underarter finns listade i Catalogue of Life.